# غضب للحق
الغضب للحق هو عادة العاطفة على رد الفعل من الغضب بسبب المعاملة السيئة المتصورة، إهانة، أو الخبث. ذلك هو أقرب إلى ما يسمى الإحساس بالظلم. في بعض المذاهب المسيحية، ويعتبر السخط الصالحين الشكل الوحيد للغضب وهي ليست خاطئين، على سبيل المثال، عندما قاد يسوع المقرضين المال للخروج من المعبد.

## العناصر
وسائل الصالحين يتصرفون وفقا للقانون الإلهي أو الأخلاقية أو خالية من الشعور بالذنب أو الخطيئة. أنها قد تشير أيضا إلى القرار الصحيح أخلاقيا أو مبرر أو العمل أو لإجراء ما الذي ينشأ من شعور غضب من العدالة أو الأخلاق. «السخط» هو الغضب الذي أثارته شيء ظالم، يعني، أو لا يستحق. في قاموس قياسي يصف السخط بأنها «تنطوي على شعور الغضب اختلط مع ازدراء أو الاشمئزاز».
يقول دانيال يتبي أن «الغضب ليس دائما خاطئين»، في أن يتم العثور عليه بين غير مذنبين. على سبيل المثال، كان يسوع «غاضب مع الفريسيين لقسوة قلوبهم، ومع ذلك لم تكن لديه الرغبة في الانتقام هذه الخطيئة عليهم، ولكن كان التعاطف الكبير بالنسبة لهم». في [الذي؟] 'ق سكوت تعليق على أفسس 4:26، وقال انه يلاحظ أن «... في مناسبات عديدة، في إدارة الأسر، في التوبيخ الخطيئة، وحتى في ترتيب اهتماماتها الزمنية»، يسمح غضب المسيحيين. ومع ذلك، ينبغي أن سكوت يحذر المسيحيين تهدف إلى «.... أن يكون حذرا للغاية ويقظة لكبح جماح تلك العاطفة الخطرة داخل حدود العقل والوداعة والتقوى، والإحسان؛ عدم الغضب من دون سبب، أو أعلى سبب، أو في فخور، والأنانية، ونكد الطريقة». وعلى النقيض من بعض المعلقين الذين يقولون ان السخط الصالحين قد يكون شكلا يجوز من الغضب داخل الدين المسيحي، يقول سكوت أن المسيحيين لا ينبغي التعبير عن الغضب في «لغة السخط الشديد».
للتعليق على مزامير 137:2 المتقدم يجادل بأن هذه المزامير هي عن "مرارة المنفى الذي أرغم الله في يهوذا"، بزعم مع الهدف المتمثل في تحويل هذا الحزن إلى الحماس، بحيث "الغضب يمكن أن تستخدم لنظف بعيدا الخطيئة" حسب أصبحت "ساخطا بعدل". في ريتشارد تعليقات على سفر الأمثال 15:18 في كيفية البقاء على قيد الحياة المنفى، ويقول انها "على ما يرام بالنسبة لنا أن يكون ساخطا باستقامة طالما أننا لا خطيئة." في كتابه القوى الدافع، وأنه يلاحظ أن "ونحن قد تكون غاضبة والخطيئة لا، ولكن قد يصبح هذا التصرف الخاطئ، وهذا في أعلى درجة ومن ذلك عندما يكون المفرطة، عندما يكون الغضب، ويجعلنا نفقد السيطرة. أنفسنا. كان الأمر كذلك، وربما تصبح بالعكس، عندما يقودنا لأتمنى الشر لأولئك الذين اساءوا لل. ومن الاستياء عندما يدفعنا للالتقاء وسداد الشر بالشر. ومن الانتقام عندما تدفعنا لسحق أولئك الذين أصيبوا لنا. إنه الانتقام الذي يسعى فيه إلى مبدع وبمشقة الوسائل والأدوات لإعطاء الألم لأولئك الذين أحبطت لنا. بالفعل دخلت الخطيئة